# ブライアン・メイゾンヌーヴ
ブライアン・メイゾンヌーヴ（Brian Maisonneuve、1973年6月28日 - ）は、アメリカ合衆国の元サッカー選手。元アメリカ代表。ポジションはミッドフィールダー。

## 来歴
1997年にアメリカ代表デビュー。翌年の1998 FIFAワールドカップではグループステージ全3試合に出場した。また、2002 CONCACAFゴールドカップにも出場、優勝した。アメリカ代表で13試合に出場した。

## 代表歴

### 出場大会
- アメリカ代表
  - 1998 FIFAワールドカップ

### 試合数
- 国際Aマッチ 13試合 0得点（1997年-2002年）[1]

| アメリカ代表 | 国際Aマッチ | 国際Aマッチ |
| 年           | 出場        | 得点        |
| ------------ | ----------- | ----------- |
| 1997         | 3           | 0           |
| 1998         | 7           | 0           |
| 1999         | 0           | 0           |
| 2000         | 0           | 0           |
| 2001         | 0           | 0           |
| 2002         | 3           | 0           |
| 通算         | 13          | 0           |